# ویلی آلمان
ویلی آلمان (آلمانی: Willy Allemann; ۱۰ ژوئن ۱۹۴۲ – ۲۰۱۰) بازیکن فوتبال اهل سوئیس بود.
وی همچنین در تیم ملی فوتبال سوئیس بازی کرده‌است.